# Bundesautobahn 84
Bundesautobahn 84 (Abkürzung: BAB 84) – Kurzform: Autobahn 84 (Abkürzung: A 84) – wie die BAB 86 auch Schwarzwaldautobahn genannt, war der Projektname einer geplanten Autobahn in Baden-Württemberg, die aus dem Raum nördlich Straßburg über Freudenstadt, Tübingen, Reutlingen nach Kirchheim unter Teck bis zur A 8 verlaufen und damit den Schwarzwald in Ost-West-Richtung queren sollte.

## Planungsgeschichte
Bereits während der Weimarer Republik wurde über die Schwarzwaldquerung bei Freudenstadt im sogenannten „Spitzennetz“ nachgedacht. In den Netzplänen der Nationalsozialisten fand sich jedoch die Planung einer Reichsautobahn für diese Strecke zunächst bis Ende 1940 nicht. Im Jahre 1941 änderte sich dies: nunmehr war an eine Reichsautobahn von Mutzig im Elsaß – Straßburg – Raum Horb am Neckar gedacht. 1941 wurde die Linienführung der Strecke Stuttgart – Donaueschingen dahingehend modifiziert, dass die Autobahn nunmehr über den Raum Freudenstadt verlaufen sollte. Hier war ein Abzweig für die Schwarzwaldquerung nach Straßburg vorgesehen.
Der Ausbauplan für die Bundesfernstraßen des Gesetzes vom 27. Juli 1957 sah zwar den Bau einer Bundesautobahn noch nicht vor. Doch wurde die Bundesstraße 28 Kehl – Freudenstadt – Herrenberg – Tübingen in das Blaue Netz der auszubauenden Bundesstraßen aufgenommen.
Der Bedarfsplan des Gesetzes über den Ausbau der Bundesfernstraßen in den Jahren 1971 bis 1985 vom 30. Juni 1971 enthielt nun den vierstreifigen Neubau der B 28n und der B 297 von der Bundesgrenze Deutschland/Frankreich südlich Rheinau über Renchen (Kreuz mit der A 5), nördlich Oberkirch, südlich Freudenstadt, Dornstetten, nördlich Horb (Kreuz mit der heute als A 81) bezeichneten Strecke an der AS Rottenburg am Neckar, nördlich Rottenburg, südlich Tübingen (Kreuz mit der B 27/A 83), Kreuz mit der B 28 südlich Wannweil, nördlich Reutlingen (Kreuz mit der B 312), nördlich Metzingen (Kreuz mit der A 85) nach Kirchheim unter Teck (Kreuz mit der A 8 – nördlich Weiterführung als „Autobahn 13“ bzw. A 45 nach Dortmund). Das Vorhaben gliederte sich in folgende Teilprojekte:
| Kurzbezeichnung | Abschnitt                                                                            | Ausbau        | Stand                                                                        |
| --------------- | ------------------------------------------------------------------------------------ | ------------- | ---------------------------------------------------------------------------- |
| B 28n           | Bundesgrenze D/F – südwestlich Freudenstadt                                          | vierstreifig  | Stufe III                                                                    |
| B 28n           | südwestlich Freudenstadt – Kreuz Rottenburg am Neckar                                | vierstreifig  | 1. Fahrbahn in Dringlichkeitsstufe I, 2. Fahrbahn in Dringlichkeitsstufe III |
| B 28n           | Kreuz Rottenburg am Neckar – Kreuz mit der B 28 südlich Wannweil                     | vierstreifig  | Stufe II                                                                     |
| B 297           | Kreuz mit der B 28 südlich Wannweil – Kreuz mit der B 312 nördlich Reutlingen        | vierstreifig  | Stufe III                                                                    |
| B 297           | Kreuz mit der B 312 nördlich Reutlingen – Kreuz mit der A 8 bei Kirchheim unter Teck | vierstreifig, | Stufe II                                                                     |

Mit der Neustrukturierung des Netzes der Bundesautobahnen, die mit Wirkung ab 1. Januar 1975 eingeführt wurde, wurde der Streckenzug unter der einheitlichen Bezeichnung als „Bundesautobahn 84“ zusammengefasst.
In der Netzkarte der Bundesregierung vom 1. Januar 1976 war die A 84 unverändert enthalten.
Der Bedarfsplan des Gesetzes zur Änderung des Gesetzes über den Ausbau der Bundesfernstraßen in den Jahren 1971 bis 1985 vom 5. August 1976 wies zwar die A 84 unverändert aus, doch wurde die Dringlichkeit einzelner Strecken abgestuft:
| Abschnitt                                   | Ausbau       | Stand                                                                            |
| ------------------------------------------- | ------------ | -------------------------------------------------------------------------------- |
| Bundesgrenze D/F – südwestlich Freudenstadt | vierstreifig | möglicher weiterer Bedarf                                                        |
| südwestlich Freudenstadt – nördlich Horb    | vierstreifig | 1. Fahrbahn in Dringlichkeitsstufe Ib, 2. Fahrbahn als möglicher weiterer Bedarf |
| nördlich Horb – Bondorf                     | vierstreifig | 1. Fahrbahn in Dringlichkeitsstufe Ia, 2. Fahrbahn als möglicher weiterer Bedarf |
| Bondorf – Rottenburg am Neckar:             | vierstreifig | 1. Fahrbahn als laufendes Vorhaben, 2. Fahrbahn als möglicher weiterer Bedarf    |
| Rottenburg am Neckar – Kirchheim unter Teck | vierstreifig | möglicher weiterer Bedarf                                                        |

Mit dem Zweiten Gesetz zur Änderung des Gesetzes über den Ausbau der Bundesfernstraßen in den Jahren 1971 bis 1985 vom 25. August 1980 kam das Aus für die A 84. Im Bedarfsplan waren noch folgende Bundesstraßenneubauprojekte auf der bisher für die A 84 vorgesehenen Trasse enthalten:
- B 28: südwestlich Freudenstadt – Bondorf (zweistreifig, Dringlichkeitsstufe I)
- B 28: Rottenburg am Neckar – Tübingen (zweistreifig, Dringlichkeitsstufe II)

Das Dritte Gesetz zur Änderung des Gesetzes über den Ausbau der Bundesfernstraßen vom 21. April 1986 führte zu keiner Wiederaufnahme der A 84 in den Bedarfsplan. Folgende Bundesstraßenneubauprojekte im Zusammenhang mit der aufgegebenen Planung zur A 84 waren noch vorgesehen:
| Kurzbezeichnung | Abschnitt                              | Ausbau        | Stand              |
| --------------- | -------------------------------------- | ------------- | ------------------ |
| B 28            | OU Freudenstadt                        | ?             | modifiziert        |
| B 28a           | Dornstetten – Schopfloch (modifiziert) | zweistreifig  | Stufe I            |
| B 28a           | Schopfloch – Horb                      | zweistreifig, | Stufe II           |
| B 28a           | Horb – Bondorf                         | zweistreifig  | laufendes Vorhaben |
| B 28            | Rottenburg am Neckar – Tübingen        | zweistreifig  | Stufe II           |

Im Bedarfsplan des Vierten Gesetzes zur Änderung des Fernstraßenausbaugesetzes vom 15. November 1993 war die A 84 weiterhin nicht enthalten. Von der einstigen Planung blieben folgende Bundesstraßenneubauvorhaben übrig:
- B 28a: Aach – Dornstetten – Schopfloch – Horb – Bondorf (tlw. modifiziert, zweistreifig, tlw. laufendes Vorhaben, tlw. vordringlicher Bedarf)
- B 28n: Rottenburg am Neckar – Tübingen (modifiziert, zweistreifig, vordringlicher Bedarf)

Der Bedarfsplan des Fünften Gesetzes zur Änderung des Fernstraßenausbaugesetzes vom 4. Oktober 2004 brachte im Hinblick auf die A 84 keine Neuaufnahme. Die Bundesstraßenneubauvorhaben waren nahezu durchgängig gegenüber der alten A 84-Planung modifiziert. Es wurden noch ins Auge gefasst:
| Kurzbezeichnung | Abschnitt                               | Ausbau       | Stand                 |
| --------------- | --------------------------------------- | ------------ | --------------------- |
| B 28a           | Schopfloch – Grünmettstetten            | zweistreifig | vordringlicher Bedarf |
| B 28a           | Grünmettstetten – westlich Horb         | zweistreifig | weiterer Bedarf       |
| B 28a           | OU Horb                                 | zweistreifig | vordringlicher Bedarf |
| B 28a           | OU Ergenzingen                          | zweistreifig | vordringlicher Bedarf |
| B 28n           | östlich Rottenburg am Neckar – Tübingen | zweistreifig | vordringlicher Bedarf |